# Saint-Hippolyte (Pirenei Orientali)
Saint-Hippolyte (letteralmente "Sant'Ippolito"), nome completo Saint-Hippolyte-de-la-Salanque (in catalano: Sant Hipòlit de la Salanca), è un comune francese di 2 426 abitanti situato nel dipartimento dei Pirenei Orientali nella regione dell'Occitania.

## Amministrazione

### Sindaci
| Nome                   | Mandato   |
| ---------------------- | --------- |
| Étienne Masnou         | ?-06.1815 |
| Pierre Gari            | 06.1815-? |
|                        |           |
| Michel Montagne        | 2001-2014 |
| Madeleine Garcia-Vidal | 2014-     |

## Società

### Evoluzione demografica
Abitanti censiti